# Scalaire vermenigvuldiging
In de lineaire algebra is een scalaire vermenigvuldiging een vermenigvuldiging, maar waarbij alleen een van de twee operanden een echt getal is. De andere operand is een element uit een vectorruimte, meestal een vector, maar het kan ook een matrix zijn. 
Scalaire vermenigvuldiging en scalair product moeten niet met elkaar worden verward, scalair product is een synoniem voor inwendig product.

## Eigenschappen
De scalaire vermenigvuldiging is distributief. Zij {\displaystyle K} een lichaam (Ned) / veld (Be) en {\displaystyle M} een vectorveld. Waar in het volgende twee elementen {\displaystyle \mathbf {m_{1}} } en {\displaystyle \mathbf {m_{2}} } worden gekozen, hebben zij hetzelfde aantal rijen en kolommen, dus kunnen bij elkaar worden opgeteld. Dan geldt voor de scalaire vermenigvuldiging {\displaystyle k\times \mathbf {m} } of {\displaystyle k\mathbf {m} } het volgende:
1. distributief over {\displaystyle K}: {\displaystyle \forall k_{1},k_{2}\in K,\mathbf {m} \in M:(k_{1}+k_{2})\times \mathbf {m} =k_{1}\times \mathbf {m} +k_{2}\times \mathbf {m} }
2. distributief over {\displaystyle M}: {\displaystyle \forall k\in K,\mathbf {m_{1}} ,\mathbf {m_{2}} \in M:k\times (\mathbf {m_{1}} +\mathbf {m_{2}} )=k\times \mathbf {m_{1}} +k\times \mathbf {m_{2}} }
3. associatief: {\displaystyle \forall k_{1},k_{2}\in K,\ \mathbf {m} \in M:\left(k_{1}\times k_{2}\right)\times \mathbf {m} =k_{1}\times \left(k_{2}\times \mathbf {m} \right)}
4. {\displaystyle 1\times \mathbf {m} =\mathbf {m} }

## Meetkundige interpretatie
- De vector {\displaystyle r{\mathbf {m} }} is een uitgerekte of ingekrompen versie van de vector {\displaystyle {\mathbf {m} }}, en {\displaystyle r} is de schaalfactor.

- Als {\displaystyle {\mathbf {m} _{1}}} en {\displaystyle {\mathbf {m} _{2}}} twee verschillende vectoren zijn en {\displaystyle k} een schaalfactor verschillend van 0, dan is de lijn die {\displaystyle {\mathbf {m} _{1}}} en {\displaystyle {\mathbf {m} _{2}}} verbindt, evenwijdig met de lijn die {\displaystyle k{\mathbf {m} _{1}}} en {\displaystyle k{\mathbf {m} _{2}}} verbindt.

## Voorbeelden
- Opblazen van het reële coördinatenvlak met een reële schaalfactor {\displaystyle k}:

{\displaystyle f:\mathbb {R} \times \mathbb {R} ^{2}\to \mathbb {R} ^{2}:(k,(x,y))\mapsto (kx,ky)}
- {\displaystyle f:\mathbb {Z} \times \mathbb {R} \to \mathbb {R} :(z,r)\mapsto zr}
- Zij {\displaystyle G} een willekeurige additieve commutatieve groep:

{\displaystyle f:\mathbb {Z} \times G\to G:(z,g)\mapsto g+g+\cdots +g}, dus {\displaystyle z} keer uitgevoerd
Als {\displaystyle z} negatief is, {\displaystyle |z|} keer het tegengestelde element van {\displaystyle g} bij zichzelf optellen.

## Modulen
Scalair vermenigvuldigen kan van lichamen/velden voor ringen worden gegeneraliseerd. De bewerkingen optellen en vermenigvuldigen worden dan niet meer in een vectorruimte uitgevoerd, maar in een moduul.